# 빈센트 뒤비뇨
빈센트 뒤비뇨(영어: Vincent du Vigneaud, 1901년 5월 18일 ~ 1978년 12월 11일)는 미국의 화학자이다. 1955년에 뇌하수체 호르몬인 옥시토신과 바소프레신의 구조 및 합성을 갖고 생물의 유황 화합물 기능에 관한 연구로 노벨 화학상을 수상했다.

## 수상 경력
- 1948년 : 앨버트 래스커 기초 의학 연구상
- 1955년 : 노벨 화학상
- 1956년 : 윌러드 기브스상

## 같이 보기
- 로체스터 대학교